# Pkill
pkill je rozšířením příkazu kill. Na rozdíl od něj však příkaz pkill může použít jméno procesu, namísto čísla PID.

## Historie
Příkaz pkill byl původně vytvořen pro systém Sun Solaris 7.